# Apocheiridium zealandicum
Espèce
Apocheiridium zealandicum est une espèce de pseudoscorpions de la famille des Cheiridiidae.

## Distribution
Cette espèce est endémique de Nouvelle-Zélande.

## Description
Apocheiridium validissimum mesure de 1,2 à 1,3 mm.

## Étymologie
Son nom d'espèce lui a été donné en référence au lieu de sa découverte, la Nouvelle-Zélande.

## Publication originale
- Beier, 1976 : The pseudoscorpions of New Zealand, Norfolk, and Lord Howe. New Zealand Journal of Zoology, vol. 3, no 3, p. 199-246 (texte intégral).